# ¡Tré!
Albums de Green Day
¡Dos!
(2012) Revolution Radio
(2016)
Singles
1. The Forgotten
Sortie : 30 octobre 2012
2. X-Kid
Sortie : 12 février 2013

¡Tré! est le onzième album studio du groupe de punk rock américain Green Day, sorti le 7 décembre 2012 sur le label Reprise.

## Genèse
Le groupe a passé la globalité de l'année 2012 en studio jusqu'à la sortie d'¡Uno! en septembre de la même année. ¡Dos! sortit au mois de novembre. Cependant, en septembre lors d'un concert au iHeartRadio Festival, l'équipe d'organisation coupe de vingt minutes le set du groupe. Billie Joe, ivre sur scène, s'énerve et explose sa guitare sur la scène et la quitte, à la suite de quoi, il entre en cure de désintoxication, obligeant le groupe à annuler des dates de concerts. Ainsi, la sortie de ¡Tré! est avancée à décembre 2012 au lieu de janvier 2013 pour s'excuser auprès des fans.

## Listes des pistes
| No  | Titre                   | Durée |
| --- | ----------------------- | ----- |
| 1.  | Brutal Love             | 4:54  |
| 2.  | Missing You             | 3:43  |
| 3.  | 8th Ave Serenade        | 2:36  |
| 4.  | Drama Queen             | 3:07  |
| 5.  | X-Kid                   | 3:41  |
| 6.  | Sex, Drugs And Violence | 3:31  |
| 7.  | Little Boy Named Train  | 3:37  |
| 8.  | Amanda                  | 2:28  |
| 9.  | Walk Away               | 3:45  |
| 10. | Dirty Rotten Bastards   | 6:26  |
| 11. | 99 Revolutions          | 3:49  |
| 12. | The Forgotten           | 4:58  |